# Massacro alla Antioch High School
Il 22 gennaio 2025 si è verificata una sparatoria presso la Antioch High School nel quartiere di Antioch a Nashville, Tennessee, Stati Uniti. Lo studente diciassettenne Solomon Henderson ha aperto il fuoco all'interno della mensa scolastica, uccidendo uno studente e ferendone un altro prima di togliersi la vita.

## Antefatti
La Antioch High School è una scuola superiore pubblica situata ad Antioch, nel Tennessee, un quartiere di Nashville. Attualmente conta oltre 2.100 studenti iscritti dal primo al quinto anno ed è una delle 19 scuole superiori amministrate dal distretto scolastico della zona metropolitana di Nashville.

## Sparatoria
Prima della sparatoria, Henderson è andato in uno dei bagni della scuola dove si ritiene abbia reperito l'arma. È stato riportato che la pistola fosse una pistola semiautomatica Taurus G2C calibro 9 mm. La sparatoria è iniziata alle 11:09 quando Henderson ha incontrato la studentessa sedicenne Josselin Corea Escalante nella mensa, sparandole e ferendola in modo letale. Henderson sparò successivamente diversi colpi prima di togliersi la vita sparandosi in testa. Due persone sono rimaste ferite: una è stata graffiata di striscio da un proiettile mentre l'altra ha riportato ferite al volto causate da una caduta. Entrambi i feriti erano studenti. Durante la sparatoria sono stati sparati in totale 10 colpi. La sparatoria è stata trasmessa in diretta streaming in parte sul servizio Kick.
La pistola utilizzata nella sparatoria è stata ottenuta legalmente in Arizona nel 2022 e non era mai stata segnalata come rubata. Due ufficiali di sicurezza della scuola erano all'interno dell'edificio scolastico ma non nella mensa al momento della sparatoria. La scuola non aveva metal detector.

## Conseguenze
Inizialmente i genitori degli alunni vennero mandati in un ospedale locale per riunirsi ai loro figli. Successivamente però furono portati in un centro designato. Il distretto scolastico della zona metropolitana di Nashville ha fornito un numero di telefono ai genitori degli studenti da chiamare per informazioni riguardanti la sparatoria.

## Autore del reato
L'autore della sparatoria è stato identificato come uno studente di 17 anni, Solomon Henderson, ora deceduto. Il dipartimento di polizia metropolitana di Nashville stava indagando testi e post sui social media collegati a Henderson. Nei suoi post, Henderson ha elogiato vari assassini di massa, compresi gli autori della sparatoria nella moschea di Christchurch e della sparatoria di Bratislava del 2022, oltre ad aver condiviso opinioni antisemite e razziste. All'interno di un diario di 288 pagine attribuito a Henderson, egli ha espresso il desiderio di uccidere persone e la paura di essere catturato dalle autorità. Un altro documento di 51 pagine esprimeva convinzioni suprematiste bianche e neonaziste, tra cui l'odio per le minoranze. Henderson si descrisse come un uomo di colore arrabbiato con i membri della sua stessa razza. Henderson era un utente frequente dell'imageboard Soyjak Party, e il suo manifesto conteneva diversi meme e gergo provenienti da quell'imageboard. Gli investigatori della polizia hanno scoperto prove che collegano gli account social di Henderson e dell’autrice della sparatoria alla Abundant Life Christian School, Natalie "Samantha" Rupnow; i due si seguivano a vicenda, anche se la pianificazione dei rispettivi attacchi non era stata coordinata. Henderson è stato descritto dai compagni di classe come tranquillo e intelligente. Notabilmente, Henderson era stato sospeso per due giorni dopo aver portato un taglierino a scuola e aver minacciato un altro studente. Era anche previsto che comparisse davanti al tribunale minorile.

## Reazioni
Il filmato della sparatoria è stato rimosso da Kick e l'utente che lo aveva trasmesso in streaming è stato bannato dal servizio.
Il governatore Bill Lee ha rilasciato una dichiarazione in cui condanna l'incidente. Altri funzionari statali e membri del consiglio scolastico di Nashville hanno rilasciato le proprie dichiarazioni in merito all'accaduto.
La Casa Bianca ha inoltre pubblicato un rapporto in cui è dichiarato che il presidente Donald Trump sta seguendo la situazione e manda le sue preghiere più sincere.

## Ulteriori letture
- (EN) Morales, Christina & Cochrane, Emily, nytimes.com,  https://www.nytimes.com/2025/01/31/us/politics/gun-violence-immigrant-family-nashville.html. URL consultato il 31 January 2025.